# Siecień

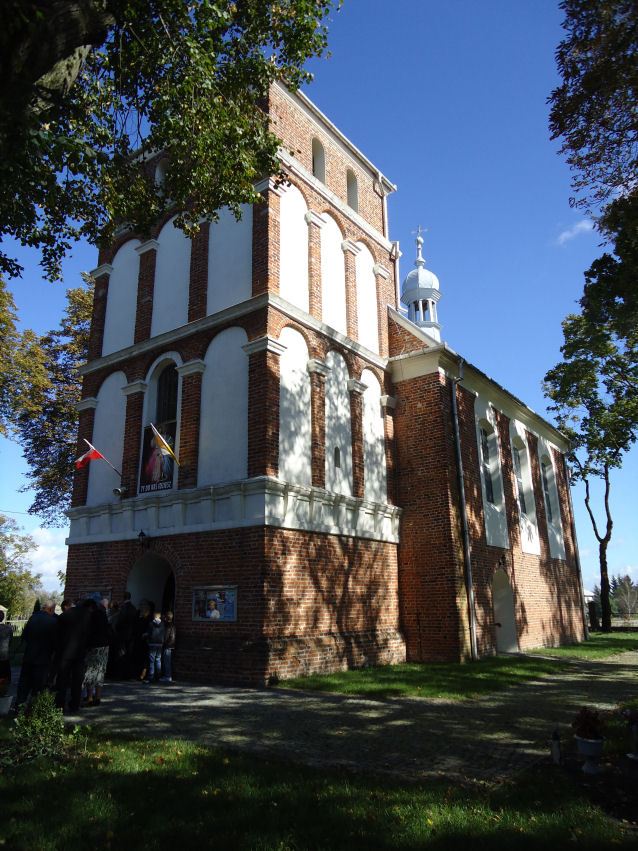
Kościół pw. św. Józefa

Siecień – wieś sołecka w Polsce położona w województwie mazowieckim, w powiecie płockim, w gminie Brudzeń Duży. Leży przy DW nr 555. 
| SIMC    | Nazwa                 | Rodzaj    |
| ------- | --------------------- | --------- |
| 1059099 | Działki pod Cierszewo | część wsi |
| 1059136 | Działki pod Murzynowo | część wsi |
| 1059171 | Działki pod Uniejowo  | część wsi |

W latach 1975–1998 miejscowość administracyjnie należała do województwa płockiego.

## Położenie
Siecień położony jest w pobliżu Wisły oraz Skrwy Prawej, ok. 15 km na zachód od Płocka, graniczy z Murzynowem oraz Lasotkami. Miejscowość znajduje się na historycznej ziemi dobrzyńskiej.

## Historia Siecienia
Wieś powstała między XIII a XV wiekiem (daw. Siecienie, Sieciń, Siecin). Gniazdo rodowe Siecieńskich herbu Rogala. Wojciech Siecieński, profesor teologii, w 1491 był prowincjałem zakonu dominikanów polskich. W XVI i XVII wieku własność Stanisława Siecieńskiego, biskupa przemyskiego. W XVIII wieku w posiadaniu Orłowskich i Gembartów. Piotr Gembart był stolnikiem ziemi dobrzyńskiej. W XIX wieku we władaniu Miaskowskich herbu Bończa, następnie Turskich oraz Cieleckich. W następnych latach właścicielami Siecienia byli Węsierscy herbu Belina. Ostatnimi właścicielami Siecienia byli Duczymińscy – do 1945.
W 1825 w Siecieniu było ok. 22 domostw. Dobra siecieńskie w 1886 składały się z folwarków: Siecień, Radotki i Murzynowo. Folwark posiadał gorzelnię (czynna do lat 40. XX wieku), młyn wodny, funkcjonowała też karczma oraz znajdował się kościół parafialny pw. św. Józefa erygowany w 2 połowie XIV wieku lub na początku XV wieku (wzmiankowany w 1442).
Jak stwierdza w swojej książce Jan Szczepański podczas wejścia w 1920 r. do osady wojsk bolszewickich "dziewczęta ofiarowywały wkraczającym wojskowym kwiaty, a we wszystkich folwarkach mówiono o bolszewikach "nasi idą"".

## Kościół parafialny
Budowa obecnego kościoła rozpoczęta została ok. 1584 staraniem Stanisława Siecieńskiego, biskupa przemyskiego (zm. w 1620). Stryj biskupa Jakub Siecieński, zwany Trąbą, osiedlił się w województwie ruskim, a następnie ożenił z Barbarą Orzechowską herbu Oksza z Krasiczyna. Jego synowie zaczęli się "pisać" Krasickimi z Siecina. Budowę kościoła w stylu gotycko-renesansowym zakończono ok. 1611. Konsekrowany przez fundatora w 1619, usytuowany jest na wzgórzu wśród drzew (orientowany). Kościół murowany, z cegły, wieża w układzie gotyckim, korpus kościoła w układzie blokowym. Wewnątrz instrument organowy z ok. 1890 firmy Apolinarego Dubulewicza z Rypina oraz nagrobek Gembartów i portret fundatora kościoła – Stanisława Siecieńskiego. We wsi znajdują się pozostałości parku krajobrazowego z początku XX w. według projektu Waleriana Kronenberga. W latach 1937-41 proboszczem parafii Siecień był ks. Adam Arendzikowski zamordowany przez Niemców w sierpniu 1941 w obozie koncentrtacyjnym KL Soldau w Działdowie.

## Zabytki
- Kościół gotycko-renesansowy
- Spichlerz murowany z połowy XIX w.

## Transport
Przez centrum Siecienia przebiega droga wojewódzka nr 555 łącząca Murzynowo ze Srebrną oraz droga powiatowa doprowadzająca do Gorzechowa i Rembielina.